# Парагвај
Парагвај (гвар. Paraguái), или званично Република Парагвај (гвар. Tetã Paraguái), држава је на прелазу јужног у средишњи део Јужне Америке, без излаза на море. На северозападу се граничи са Боливијом, на североистоку са Бразилом и на југозападу са Аргентином. Због своје централне локације у Јужној Америци, Парагвај се понекад назива Срце Америке (шп. Corazón de América).

## Географија

### Положај
Државе са којима се Парагвај граничи су: Аргентина, Боливија и Бразил. Површина државе износи 406.752 km².

### Геологија и рељеф
Река Парагвај дели земљу на два дела: на северозападу је равни и ретко насељени Гран Чако, док је исток рељефно разноликији (на југоистоку се налази највиши врх, Керо Перо, висок 842 m) и насељенији (у њему живи 95% парагвајског становништва).

### Клима
Клима је у Гран Чаку тропска са великим варијацијама температуре, а на истоку суптропска.

## Историја
Домородачки народи су настанили ово подручје пре више хиљада година. Пре доласка Европљана на подручју данашњег Парагваја налазила су се полуномадска племена са ратничком традицијом. Урођеничка племена на овим просторима припадала су некој од пет језичких породица, што је био најважнији вид поделе међу њима. Припадници различитих језичких породица су се често међусобно сукобљавали око територије и природних богатстава. Језичке породице су се преко племена даље делиле на гране. Данас у Парагвају постоји 17 етнолингвистичких група.
Први Европљани, који су дошли у подручје данашњег Парагваја, били су шпански истраживачи 1516. године. Шпански истраживач Хуан Салазар де Еспиноса је 15. avgusta 1537. основао насеобину Асунсион. Овај град је касније постао средиште шпанске колонијалне провинције Парагвај. Такође, током 18. века био је и седиште исусовачких мисија у овом делу Јужне Америке. Исусовци су основали исусовачке редукције с циљем да индијанско становништво заштите од робовласништва ком су били изложени од шпанских насељеника, такође и ради њихове христијанизације. Током сто педесет година у источном делу Парагваја створен је велики број исусовачких редукција, све док шпанска круна није протерала Исусовце 1767. године. Рушевине у којима су биле смештене њихове мисије из 18. века стављене су на Унескову листу Светске културне баштине.

### Независност од Шпаније (1811)
Шпанска власт је у Парагвају срушена 15. маја 1811. године. Од 1814. до своје смрти 1840. Парагвајем је владао Хосе Гаспар Родригез де Франсија. Он је намеравао да створи утопијско друштво према делу француског филозофа Жан Жака Русоа О друштвеном уговору. Родригез де Франсија је донео нове законе којима је смањио моћ цркве и владе. Прекинуо је односе између Парагваја и остатка Јужне Америке. Због диктатуре коју је завео, Фулхенсио Јегрос и неколико официра и бивших политичара планирало је пуч против њега. Де Франсија је открио заверу а заверенике је побио или их је послао на доживотну робију.
Након његове владавине Парагвајем је владала војна хунта, све док Карлос Антонио Лопез, Де Франсијин нећак, није прогласио себе за диктатора. Лопез је модернизовао Парагвај и омогућио је трговину са иностранством. Са Аргентином је 1852. склопио споразум о ненападању и изборио се за признавање независности Парагваја.
Након његове смрти на власт је дошао његов најстарији син Франсиско Солано Лопез,

### Парагвајски рат (1864–1870)
Парагвај је под Лопезовим вођством 1864. ушао у рат против Тројног савеза, који су чинили Бразил, Аргентина, и Уругвај. Током рата који је трајао до 1870. године Парагвај је изгубио огроман број становника. Историчар Вилијам Д. Рубинстајн процењује да је од становништва пре почетка рата, које је бројало између 450 и 900 хиљада људи, преживело 220 хиљада, међу којима је било само 28 хиљада одраслих мушкараца. Поред губитака у људству Парагвај је изгубио и велики део територије.
Група парагвајских дисидената, смештена у Буенос Ајресу, окарактерисала је Франсиска Лопеза као лудог тиранина и борила се на страни Тројног савеза. Ова група је 1869, под бразилским покровитељством, успоставила привремену владу и наредне године је потписала мировне споразуме, којима је Парагвају зајамчена независност и слободна пловидба рекама. Исте године донет је и нови устав.
Уништен ратом, глађу, помором, и неплаћеним спољним дуговима, Парагвај је био на ивици распада 1870. године. Након рата парагвајско углавном сеоско становништво наставило је да живи онако како је живело вековима. Окупација Парагваја потрајала је до 1876. године. Без обзира што су повукли своје трупе Бразил и Аргентина су и даље имали велики утицај у Парагвају подржавајући две супротстављене политичке опције, колорадосе и либерале. Народни републикански савез – партија колорадо (шп. Asociación Nacional Republicana-Partido Colorado) владала је Парагвајем од краја осамдесетих година 19. века до 1904. година када су их са власти сменили либерали. Либерали су били под аргентинским утицајем па је њихов долазак на власт смањио утицај Бразила на политику Парагваја.

### 20. век
Владавину либерала обележила је велика политичка нестабилност. Између 1904. и 1954. на челу Парагваја био је тридесет један председник, од којих је већина свргнута насилним путем. Због ратова и лоше дипломатије граница између Боливије и Парагваја није била јасно одређена. Иако је Парагвај имао власт над облашћу Чако није улагао у његов развој. Поред разбацаних менонитских колонија и индијанских номадских племена мало ко је живео на том подручју. Након што је изгубила излаз на море у рату са Чилеом, Боливија је желела да добије излаз на реку Парагвај. Поред тога, привредни потенцијали Чака су били примамљиви Боливијцима, јер је Стандард ојл током двадесетих година 20. века открио резерве нафте на том подручју. Ови разлози су довели до избијања рата између две државе које су биле највеће жртве ратова на јужноамеричком континенту.
Боливијци су током двадесетих година 20. века направили низ утврђења у парагвајском делу Чака а поред тога купили су и наоружање из Немачке и ангажовали су немачке официре ради обуке њихових снага. У децембру 1928. парагвајски мајор Рафаел Франко предводио је напад на утврђење боливијске армије Фортин Вангвардија на реци Парагвај. Разбијене боливијске снаге су одговориле заузимањем два парагвајска утврђења. Након ових догађаја обе стране су спровеле мобилизацију али је влада либерала била неспремна за рат па је пристала да Боливијцима обнови Фортин Вангвардију.

### Рат за Чако
Рат са Боливијом око области Чако званично је почео у јулу 1932. године. Иако су Боливијци били уверени у своју победу, с обзиром да је њихова земља била многољуднија и богатија, са јачим оружаним снагама, то се показало небитним јер су Парагвајци бранили своју домовину. Парагвајци су били мотивисанији, боље су познавали терен и лако су се убацивали иза боливијских линија, неутралисали предстраже и прекидали линије снабдевања. С друге стране, Индијанци са висоравни Алтиплано били су присиљени да се боре у боливијској војсци, нису имали никакву мотивацију да учествују у рату и тешко су се привикавали на топлу климу у подручју Чака. Такође, боливијски поход на Чако су спутавале дуге линије снабдевања, лоши путеви и слаба логистика. Након што су у децембру 1933. однели победу у Кампо Вији, изгледало је да је Боливија на ивици предаје. Тада је, међутим, председник Ајала пристао на примирје. Ова одлука је наишла на осуду у Асунсиону. Примирје је омогућило Боливијцима да се организују чиме је рат продужен до јула 1935. године. Рат је завршен победом Парагваја уз велике губитке на обе стране. Иако су успешно водили земљу током рата либерали нису успели да задрже власт. Војска је 17. фебруара 1936. свргнула председника Ајалу и тиме окончала тридесетдвогодишњу владавину либерала.

### Морињигова владавина
Након рата на положају председника кратко су се задржали Феликс Паива и Хосе Феликс Естигариба. После погибије Естигарибе у авионској несрећи, управљање државом преузео је Ихињио Морињиго. Дужност председника обављао је од 17. маја 1940. до 7. септембра 1948. године. Иако су либерали очекивали да ће моћи да га контролишу десило се супротно. Морињиго је забранио рад странкама, и ограничио слободу говора. Током Другог светског рата Парагвај је имао углавном неутралну позицију да би 1945. стао на страну савезника. По завршетку Другог светског рата Морињигов режим постао је нешто либералнији, међутим, у децембру 1946. извршен је неуспели пуч који је за последицу имао избијање грађанског рата у марту 1947. године. Рат је трајао до августа исте године и у њему је страдало око осам хиљада људи.

### Стреснерова владавина
После грађанског рата Парагвајем су управљале нестабилне владе, да би 1954. на власт дошао Алфредо Стреснер. Његова владавина потрајала је до 1989. а обележена је снажном репресијом али и модернизацијом земље. У другој половини осамдесетих година 20. века долази до озбиљнијих протеста у земљи. Опозицију је у том раздобљу предводио Доминго Лаино, вођа Аутентичне радикалне либералне партије. Након избора 1988. на којима је Стреснер прогласио победу долази до нових превирања која су довела до пуча у ком је свргнут Алфредо Стреснер. Дужност председника преузео је генерал Андрес Родригез. Родригез је спровео политичке, законодавне, и привредне реформе и покренуо процес приближавања Парагваја међународној заједници.

### Крај 20. и почетак 21. века
У јуну 1992. усвојен је нови устав Парагваја којим је успостављен демократски систем владавине и значајно је повећана заштита основних људских права. Хуан Карлос Васмоси, кандидат партије Колорадо, изабран је у мају 1993. за председника Парагваја. У априлу 1996. начелник генералштаба парагвајске војске Лино Овиједо је покушао да свргне Васмосија али није задобио подршку. Овиједо је 1998. требало да буде кандидат за председника испред партије Колорадо али је Врховни суд донео одлуку да због покушаја да изврши пуч две године раније не може да буде кандидат на изборима и задржан је у затвору. На изборима у мају 1999. победио је кандидат партије Колорадо Раул Кубас. Одмах по преузимању дужности председника покушао је да ублажи Овиједову казну и да га ослободи. У децембру 1998. Врховни суд је прогласио ове поступке незаконитим. У напетој атмосфери након убиства потпредседника и дугогодишњег Овиједовог ривала Луиса Марије Аргање 23. марта 1999, Представнички дом је донео одлуку о смени Кубаса. Осам студената, који су протестовали против режима, убијено је 26. марта па је Кубас 28. марта 1999. морао да поднесе оставку. Председник Сената Луис Гонзалез Маки, Кубасов противник, истог дана је постао председник.

## Становништво
Парагвајско становништво је међу најхомогенијима на континенту: 95% чине местици Шпанаца и Америчких Индијанаца који углавном говоре гварански, а три четвртине становништва користи се и шпанским. Мање заједнице досељеника из Немачке, Јапана, Кореје и других земаља делимично су задржале свој језик и културу. Верски, становници углавном припадају римокатоличкој цркви, уз мање групе менонита и других протестаната.

## Привреда
Парагвај има тржишну привреду са великим сектором сиве економије због традиционално нижих цена него у суседном Бразилу и Аргентини. Значајан је извоз пољопривредних добара и електричне енергије. Струја се производи у великој хидроелектрани Итаипу, највећој на свету по инсталираној снази, која се налази на реци Парани на граници са Бразилом, и такође великој електрани Јакирета на граници са Аргентином.
БДП је за 2005. процењен на 4.555 УСД по становнику, мерено по ППП-у.